# World Wars - Il mondo in guerra
La storia di una guerra durata 30 anni.»
(Winston Churchill)
World Wars - Il mondo in guerra (The World Wars), nota anche come The World Wars - Il mondo in fiamme, è una miniserie docu-fiction storica del 2014 incentrata sulle due guerre mondiali e gli anni intercorsi tra di esse.

## Produzione
La miniserie alterna ricostruzioni con attori, immagini di repertorio e interviste a storici e figure istituzionali come l'ex-Segretario di Stato Colin Powell, l'ex-Segretario della difesa e direttore della CIA Leon Panetta, il senatore John McCain, l'ex-primo ministro britannico John Major e l'ex-Presidente del Consiglio Mario Monti.
Ha ricevuto tre nomination ai Premi Emmy 2014: miglior documentario o programma non-fiction, miglior sceneggiatura per un programma non-fiction e miglior montaggio audio per un programma non-fiction.

## Distribuzione
Negli Stati Uniti la miniserie è stata trasmessa originariamente in tre parti il 26, 27 e 28 maggio 2014 su History. Il primo episodio, andato in onda nel Memorial Day, è stato preceduto da un messaggio di Barack Obama. Successivamente, a giugno, è stata trasmessa una versione estesa divisa in sei episodi. In Italia è stata trasmessa in sei episodi su Sky dal 3 al 17 luglio 2014 e in chiaro su La EFFE dal 15 gennaio al 19 febbraio 2015.
Il 9 settembre 2014 è stata pubblicata negli Stati Uniti in DVD e Blu-ray. In Italia è uscita in DVD a dicembre 2014 con il titolo The World Wars - Il mondo in fiamme.

## Puntate
| N° | Titolo originale   | Titolo italiano      | Prima TV USA   | Prima TV ITA   |
| -- | ------------------ | -------------------- | -------------- | -------------- |
| 1  | Trial by Fire      | E tutto ebbe inizio  | 22 giugno 2014 | 3 luglio 2014  |
| 2  | The Price of Glory | L'ascesa del male    | 22 giugno 2014 | 3 luglio 2014  |
| 3  | The Rising Tide    | Tutti vogliono tutto | 23 giugno 2014 | 10 luglio 2014 |
| 4  | The Storm Explodes | Esplode l'inferno    | 23 giugno 2014 | 10 luglio 2014 |
| 5  | Never Surrender    | Al culmine dell'odio | 24 giugno 2014 | 17 luglio 2014 |
| 6  | Peace at Last      | Il destino si compie | 24 giugno 2014 | 17 luglio 2014 |